# Marine Corps Air Ground Combat Center Twentynine Palms
Marine Corps Air Ground Combat Center (MCAGCC), también conocida como 29 Palms, es la base más grande del Cuerpo de Marines de los Estados Unidos. Es un lugar designado por el censo oficialmente como Twentynine Palms Base, California ubicada adyacentemente a la ciudad de Twentynine Palms en el sur del condado de San Bernardino, California. En el censo de 2000, la base tenía una población total de 8,413. El código ZIP es 92278.

## Geografía
La base Twentynine Palms se encuentra ubicada en 34°14′48″N 116°5′28″O / 34.24667, -116.09111, dentro de la Cuenca Morongo y la región de High Desert del  Desierto de Mojave, en el Sur de California.

## Localidades cercanas
El diagrama muestra las localidades en un radio de 56 km alrededor de Twentynine Palms Base.